# Soñadoras
Soñadoras est une telenovela mexicaine diffusée en 1998-1999 sur Canal de las Estrellas.

## Acteurs et personnages
- Alejandra Ávalos : Fernandita Guzmán
- Arturo Peniche : Don José Luis Dueñas
- Kuno Becker : Ruben Berraizabal
- Michelle Vieth : Lucia De la Macorra
- Aracely Arámbula : Jacqueline de la Peña
- Angélica Vale : Julieta Ruiz Castañeda
- Laisha Wilkins : Emilia González
- Irán Castillo : Ana Linares
- Arath de la Torre : Adalberto "Beto" Roque
- Eduardo Verástegui : Manuel Jr.
- Julián Moreno : Lenny Paleta
- Diego Schoening : Benjamín 'El Terco' Soto
- Jan : Gerardo
- José Carlos Ruiz : Eugenio De La Peña
- Ariel López Padilla : Enrique Bernal
- Raymundo Capetillo : Horacio de la Macorra
- Lupita Lara : Viviana de De la Peña / Viviana de De la Macorra
- Gustavo Rojo : Don Alfredo Guzmán
- Alejandro Aragón : Carlos Muñoz
- Silvia Eugenia Derbez : Rosita Ruiz Castañeda
- Mónica Dossetti : Vanessa
- Antonio Miguel : Directeur
- Anghel : Lupe Roque
- Theo Tapia : Don Manuel
- Zoila Quiñones : Maite Castañeda de Ruiz
- Polo Ortín : Octavio Ruiz
- Mariana Karr : Nancy González
- Rudy Casanova : David 'el cubano'
- Samuel Gallegos : Armando Juárez
- Eduardo Rodríguez : Pancho
- Carlos Cámara : Federico Marconi
- Sergio DeFassio : Pedro Roque
- Roberto Tello : Victorio
- Dulce : Antonia de la Macorra
- Sergio Acosta : Ricardo
- Mónica Prado : mère de Benjamín
- Jorge Becerril : Medusas
- Ramón Valdés Urtiz : Rodolfo
- Ana Luisa Peluffo : Kika
- Cesar Balcazar
- Alfonso Kaffiti
- Juan Carlos Casasola
- Horacio Castelo
- Juanjo Corchado
- María Luisa Coronel
- Renato Bartilotti : Gabriel
- Luis Couturier : Artemio Berraizábal
- Mané Macedo : Irene
- Francisco Rosell : Leonardo
- Gabriela Tavela : Leticia
- Miguel Ángel Biaggio : Adolfo
- Jéssica Segura : María
- Manola Diez : Victoria
- Maricela Fernández
- Ana Hally : Tulita
- Alberto Loztin : Ojinaga
- Salvador Garcini : Guajolote
- Rodrigo Ruiz
- Norma Munguía
- Salim Rubiales
- Christian Ruiz
- Alejandro de la Madrid
- Mercedes Vaughan : Soledad
- Alejandro Villeli
- Mauricio Barcelata : Germán
- Shirley : Sandra
- José Luis Cordero : Ismael
- Silvia Valdez : Dorotea Berraizábal
- Carlos Miguel : Miguel
- Serrana : Patricia
- Miguel Serros : Gonzalo Cifuentes
- Ricardo Silva : Gregorio
- Claudia Troyo : Amiga de Rubén
- Gerardo Campbell : Propriétaire de l'épicerie
- Roger Cudney
- Sheyla Tadeo
- Irina Areu
- Enrique Hidalgo
- Carlos González
- Virgilio García
- Juan Carlos Nava
- Jorge Robles
- Adriana Rojo
- Mauricio Rubí
- Omar Ayala
- Edder Eloriaga
- Arturo Farfán
- Ludivina Olivas

## Diffusion internationale
| Pays                   | Chaîne                 | Titre               | Première     |
| ---------------------- | ---------------------- | ------------------- | ------------ |
| Mexique                | Canal de las Estrellas | Soñadoras           | 31 août 1998 |
| Mexique                | Canal 32 Saltillo      | Soñadoras           |              |
| Mexique                | TLNovelas              | Soñadoras           |              |
| Venezuela              | RCTV                   | Soñadoras           | 1999         |
| Colombie               | RCN Televisión         | Soñadoras           |              |
| République dominicaine | Telemicro              | Soñadoras           |              |
| Équateur               | TC Televisión          | Soñadoras           |              |
| Équateur               | Gama TV                | Soñadoras           |              |
| Paraguay               | Telefuturo             | Soñadoras           |              |
| Pérou                  | América Televisión     | Soñadoras           |              |
| Chili                  | Mega                   | Soñadoras           |              |
| États-Unis             | Univision              | Soñadoras           | 1999         |
| Hongrie                | TV2                    | Szerelmes álmodozók |              |

### Sources
- (es) Cet article est partiellement ou en totalité issu de l’article de Wikipédia en espagnol intitulé « Soñadoras » (voir la liste des auteurs).